# Philoplitis
Philoplitis – rodzaj błonkówek z rodziny męczelkowatych. Gatunkiem typowym jest Philoplitis coniferens.

## Zasięg występowania
Rodzaj znany z Azji Południowo-Wschodniej i z Afryki.

## Biologia i ekologia
Żywiciele gatunków zaliczanych do Philoplitis nie są znani.

## Gatunki
Do rodzaju zaliczanych jest 9 opisanych gatunków:
- Philoplitis adustipalpus Ahmad, 2005
- Philoplitis coniferens Nixon, 1965
- Philoplitis dzangasangha Fernandez-Triana & Ranjith, 2019
- Philoplitis keralensis Ranjith & Fernandez-Triana, 2019
- Philoplitis margalla Fernandez-Triana & Ranjith, 2019
- Philoplitis masneri Fernández-Triana & Goulet, 2009
- Philoplitis punctatus Fernández-Triana & Goulet, 2009
- Philoplitis striatus Fernández-Triana & Goulet, 2009
- Philoplitis trifoveatus Ranjith & Fernandez-Triana, 2019